# Кузнецово (Владимирская область)
Кузнецово — деревня в Собинском районе Владимирской области России, входит в состав Воршинского сельского поселения.

## География
Деревня расположена в 10 км на север от центра поселения села Ворша и в 17 км на север от райцентра города Собинка.

## История
До начала XX века деревня являлось центром Кузнецовской волости Владимирского уезда. В 1859 году в деревне числилось 27 дворов, в 1905 году — 28 дворов.
С 1929 года село входило в состав Пестерюгинского сельсовета Ставровского района, с 1932 года — в составе Карачаровского сельсовета Собинского района, с 1945 года деревня вновь в составе Ставровского района, с 1954 года — в составе Бабаевского сельсовета, с 1965 года — в составе Собинского района, с 2005 года — в составе Воршинского сельского поселения.

## Население
| 1859 | 1905 | 1926 | 2002 | 2010 | 2021 |
| ---- | ---- | ---- | ---- | ---- | ---- |
| 186  | ↘166 | ↘99  | ↘4   | ↗6   | →6   |